# Nuvole rapide
Nuvole rapide è una canzone del gruppo torinese dei Subsonica pubblicata come singolo il 23 novembre 2001, e in seguito inserita nell'album Amorematico, pubblicato nel 2002. Alla canzone collabora DJ Roger Rama, ed è stata composta dallo stesso insieme a Boosta, mentre il testo è di Max Casacci e Samuel.
Il videoclip di Nuvole rapide è stato diretto da Luca Merli; questo è a sua volta "citato" nel video di Un colpo in un istante dei Delta V.
La canzone fa parte della colonna sonora del film Santa Maradona.

## Tracce
1. Nuvole rapide - Radio edit
2. Nuvole rapide - Album version
3. Nuvole rapide - Hard Times Dub
4. Nuvole liquide

## Classifiche
| Classifica (1999) | Posizione massima |
| ----------------- | ----------------- |
| Italia            | 7                 |